# Deltari ilir
Deltari ilir är en hundras från Kosovo. Den är en boskapsvaktande herdehund som har sitt ursprung i den illyryska herdehunden och har därför nära släktskap med sarplaninac från Nordmakedonien och Serbien samt kraski ovcar från Slovenien. Rasen är nationellt erkänd av den kosovanska kennelklubben Federata Kinologjuke e Kosovës (FKK) samt den tjeckiska Českomoravská Kynologická Unie (CMKV).